# 499
- Wikisource

| Calendário gregoriano                                                        | 499 CDXCIX                      |
| Ab urbe condita                                                              | 1252                            |
| Calendário arménio                                                           | -53 – -52                       |
| Calendário bahá'í                                                            | -1345 – -1344                   |
| Calendário budista                                                           | 1043                            |
| Calendário chinês                                                            | 3195 – 3196                     |
| Calendário copta                                                             | 215 – 216                       |
| Calendário etíope                                                            | 491 – 492                       |
| Calendários hindus - Vikram Samvat - Calendário nacional indiano - Cáli Iuga | 554 – 555 420 – 421 3599 – 3600 |
| Calendário Holoceno                                                          | 10499                           |
| Calendário islâmico                                                          | 127 BH – 126 BH                 |
| Calendário judaico                                                           | 4259 – 4260                     |
| Calendário persa                                                             | 123 BP – 122 BP                 |
| Calendário rúnico                                                            | 749                             |
| Calendário solar tailandês                                                   | 1042                            |

499 (CDXCIX, na numeração romana) foi um ano comum do século V que começou numa sexta-feira, segundo o calendário juliano.  Segundo o horóscopo chinês, foi o ano do Coelho.
| Ano completo                        |
| ----------------------------------- |
| Ano comum com início à quinta-feira |

## Eventos

### Por tópico

#### Religião
- 1 de Março - Durante um concílio em Roma, do qual estavam presentes 72 bispos e todo o clero romano, o Papa Símaco tornou Antipapa Lourenço bispo da diocése de Nocera em Campânia.

## Nascimentos
- Ingunda, rainha dos francos
- Ly Thien Bao, imperador do Vietnã (m. 555)
- Maximiano, bispo de Ravena (m. 556)

## Mortes
- Feng Run, imperatriz chinesa do Wei do Norte
- 26 de abril - Xiao Wen Di, imperador do Wei do Norte (n. 467)